# Sofia d'Hongria
Sofia (hongarès: Zsófia; c. 1135 - c. 1161) va ser una princesa hongaresa. Era la menor de les dues filles del rei Béla II d'Hongria. va estar promesa amb Enric, fill de Conrad III d'Alemanya. Va morir com a monja a l'Abadia d'Admont.

## Biografia
Sofia va néixer cap el 1135. Era filla del rei Béla II i d'Elena de Rascia. Va començar a aparèixer en textos narratius l'any 1139, quan el seu pare la va prometre amb Enric, el fill gran de Conrad III (1138–1152). Poc després, i com era tradició, Sofia va viatjar des del Regne d'Hongria fins al Sacre Imperi Romanogermànic, on presumiblement havia d'aprendre la llengua alemanya i els costums de la cort en preparació per al seu matrimoni. No obstant això, el seu compromís amb el jove Enric es va trencar.

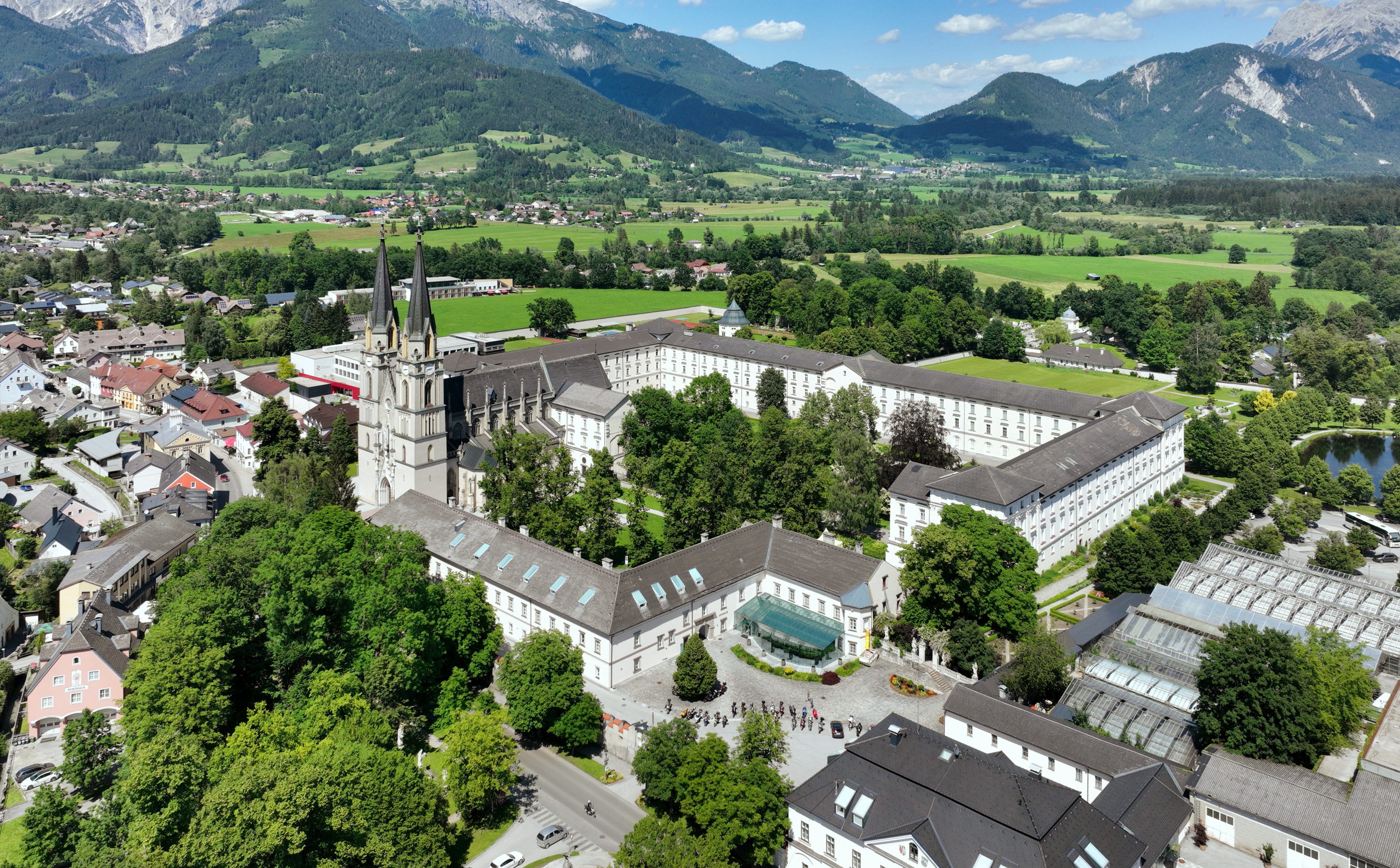
Abadia d'Admont.

El seu pare, Béla el Cec va morir el 1141, i la relació entre el seu successor, Géza II, i Conrad III es va anar tensant cada vegada més durant els anys següents. En un moment donat a mitjans de la dècada de 1140, Conrad fins i tot va donar suport breument a Boris Kalamanos, un candidat rival al tron hongarès. En aquest entorn carregat, els plans per al matrimoni entre Sofia i Henry es van abandonar. Tanmateix, Sofia encara es trobava al regne germànic, on havia estat vivint durant els darrers anys. Al cap d'un any es va convertir en monja a l'abadia d'Admont (avui a Àustria).
Segons la carta d'Herbord de Michelsberg escrita l'any 1159, Sofia ja residia al doble monestir d'Admont quan va acabar el seu compromís. Conrad III l'hi havia enviat immediatament després de sortir d'Hongria, perquè el rei germànic volia que es criés a l'abadia fins que Sofia i Enric tinguessin l'edat suficient per casar-se. Quan va quedar clar que el seu matrimoni mai no tindria lloc, el seu germà Géza II va enviar missatgers a Admont per portar-la de tornada a Hongria. No obstant això, Sofia no va voler marxar, insistint en canvi que volia romandre al monestir com a monja. Aleshores Géza va considerar conduir un exèrcit fins a Àustria per recuperar-la per la força. Més tard, però, va decidir enviar una missió diplomàtica per negociar el seu retorn. L'abat d'Admont va donar a Sofia l'opció de quedar-se o marxar. Una vegada més, va afirmar el seu desig de convertir-se en monja, i Géza II finalment li vae permetre finalment dquedar-s'hi.
La princesa Sofia d'Hongria va morir al mateix convent després del 1161.